# Schwarzhorn (Alpi dell'Albula)
Lo Schwarzhorn (3.146 m s.l.m. - detto anche Flüela Schwarzhorn) è una montagna delle Alpi dell'Albula nelle Alpi Retiche occidentali.

## Descrizione
Si trova in Svizzera (Canton Grigioni). La montagna è collocata circa a due chilometri a sud del passo Flüela.